# Gaëlle Solal
Pour les articles homonymes, voir Solal (homonymie).
Gaëlle Solal est une guitariste française née le 21 septembre 1978 à Marseille.

## Biographie

### Formation
Née à Marseille en 1978, Gaëlle Solal commence ses études musicales à 6 ans avec Christian Bullot et Sylvain Cinquini puis avec René Bartoli au Conservatoire National de Région de Marseille. Elle obtient à 14 ans les médailles d’or à l’unanimité de guitare, de formation musicale et de musique de chambre et le 1er grand prix de la ville de Marseille. Entrée à 16 ans au Conservatoire national supérieur de musique et de danse de Paris, elle y obtient le 1er prix de guitare à l’unanimité et le diplôme de formation supérieure mention très bien dans la classe d’Alberto Ponce ainsi que le cycle de perfectionnement avec Roland Dyens. De la Hochschule für Musik de Cologne avec Roberto Aussel à l’Université du Québec à Montréal avec Alvaro Pierri, sa formation s’enrichit des masterclasses d’A. Dumond, Carel Harms, Oscar Ghiglia, Antigóni Góni, Leo Brouwer et Joaquin Clerch.

### Professeure
Gaëlle Solal se partage entre les concerts, les master classes et les jurys de concours internationaux. En 2003, elle enseigne aux Conservatoires supérieurs de Cordoue. De 2004 à 2009, elle est professeure à Séville. Depuis septembre 2020, elle est professeure invitée au Conservatoire royal de Gand.

### Concertiste
Sa carrière internationale l'amène à se produire au Festival de Radio France à Montpellier, au Festival de Torroella de Montgrí, Salle Cortot, au Théâtre de la Villette, au Musée de la Musique, Salle Pasteur-Le Corum de Montpellier, Purcell Room à Londres.

#### En duo et plus
De 1996 à 2005, elle se produit en duo au sein du duo Astor avec Francisco Sánchez Bernier.
En 2002, CulturesFrance la sélectionne dans la série Déclic. Suivront des tournées en Inde, Afrique, Asie du Sud-Est, États-Unis, Mexique, Canada et Allemagne. Elle donne des concerts dans une quarantaine de pays.
Elle joue en duo en chambriste avec Florent Héau ou Antonio Salguero, clarinettistes, avec Alfonso Rubio, flûtiste, ou avec Jérémy Vannereau, bandonéoniste.
Elle participe au quatuor à cordes Cuarteto Arcadia. Elle joue avec le Chœur Nicolas de Grigny, avec l'ensemble de musique contemporaine Zahir et en soliste avec l'Orchestre Philharmonique de Turin, l'Orchestre de la Garde Républicaine et l'Orchestre symphonique de Berkeley (en).

#### En solo
En 2006, elle reprend sa carrière en soliste après 10 ans de carrière en duo.
Passionnée de musique contemporaine, elle réalise la première interprétation en Italie du Concerto de Maurice Ohana, la création mondiale du concerto de N. Sekiya avec Kent Nagano, la création de trois nouvelles pièces lors du Festival de Córdoba, la création mondiale d’une pièce pour clarinette et guitare de Félix Ibarrondo avec Florent Héau.
En 2007, elle enregistre son premier CD dans la collection « Les Maîtres de la guitare ». La revue Chitarre lui a consacré un portrait.
En 2008, elle est invitée par le 6e festival de Hondarribia. Elle fait sa première couverture du magazine Guitare classique.
En 2012, elle donne une représentation avec la guitariste italienne Isabella Abbonizio sur la musique pour guitare du compositeur Maurice Ohana pour le Classical Guitar Society à New York.
Elle enregistre le CD Chaconnes & passacailles chez Riverside en jouant sur une guitare du luthier Arnoldo García.
En 2016, Nicolas Lafitte la reçoit sur France Musique dans Klassiko Dingo au sujet de Manuel de Falla.
En 2018, elle monte le spectacle musical Crazy Nails! à deux guitares avec Boris Gaquere (en) lors des Flâneries musicales de Reims. Elle est une des invités de Guitare, guitares par Sébastien Llinares sur France Musique au sujet d'une transcription de Heinrich Von Biber.
En 2019, elle fait une tournée Villa-Lobos en Chine à La Plantation de Hegezhuang.
En 2020, elle collabore avec le danseur et choregraphe Julien Carlier dans Trajectoires au festival Unlocked à La Rafinerie-Charleroi Danse à Bruxelles.

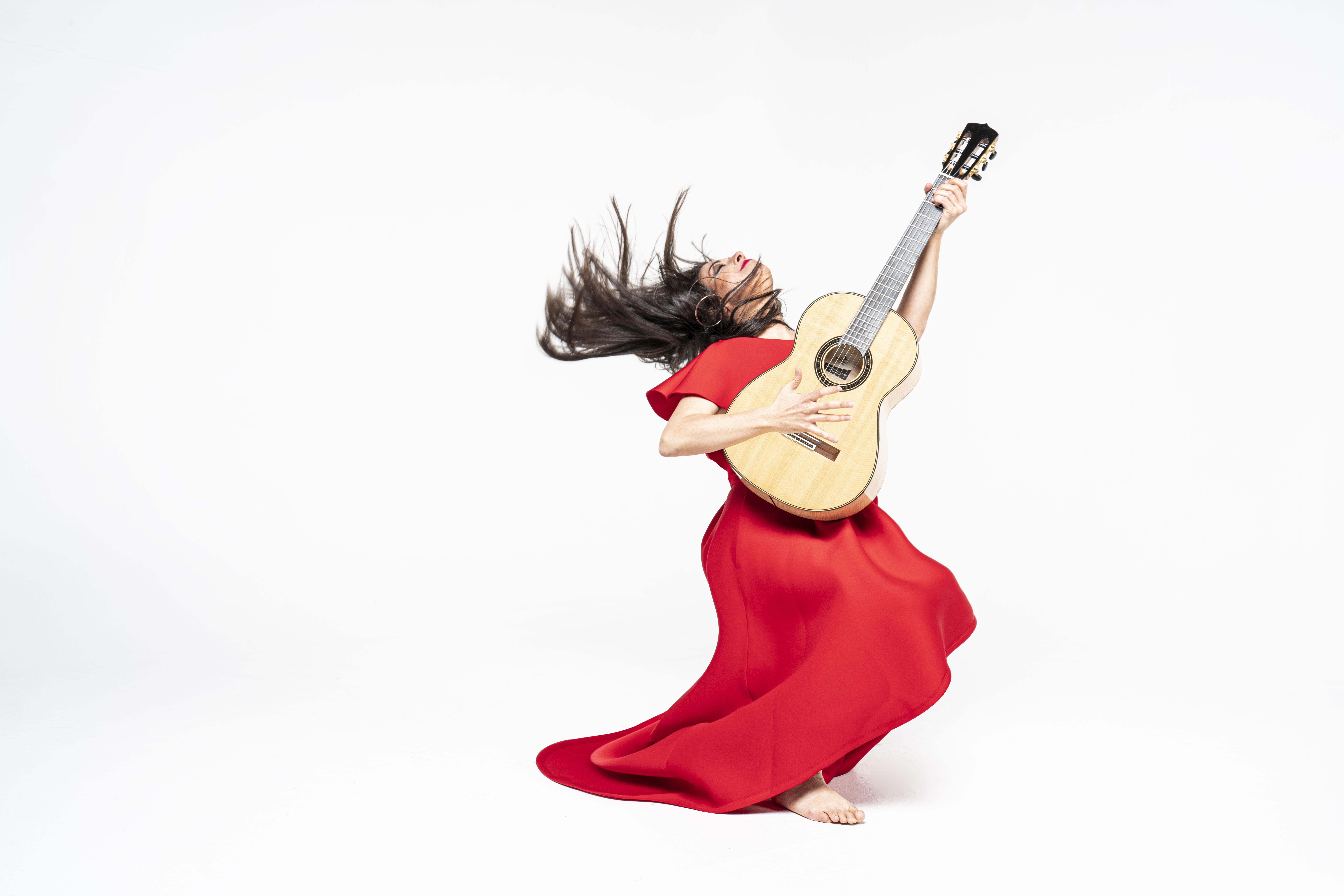
c: Photographe: Romain Chambodut / Direction artistique: John Dauvin

Elle publie Tuhu (petite flamme dans les langues tupi) chez Eudora sur Villa-Lobos. Sur RTBF, Camille De Rijck la reçoit dans l'émission Demander le programme de Musiq3. Sur TV5 Monde, elle est interviewée au journal international. Sur RTS, elle participe à l'Echo des pavanes. Sur France Musique, elle est l'invitée de Sébastien Llinares dans l'émission Guitare, guitares et de Clément Rochefort dans l'émission Générations France Musique, le live.
Elle crée l'association sans but lucratif Guitar'Elles pour soutenir les femmes guitaristes professionnelles.

### Récompenses
En 1998, Gaëlle Solal est la première Française à gagner le premier prix au concours international de guitare classique Michele-Pittaluga à Alexandrie.
Premier prix à Locquemeau, à Savone, à Sernancehle.
En 2006, elle est lauréate du 2e prix de la Guitar Foundation of America.
Elle est finaliste du concours de la Guilde des artistes de concert (en) de New York, lauréate des Fondations Beracasa, Meyer, Contestabile et boursière du Mécénat Société Générale.

## Discographie
- 2007 : I Maestri Della Chitarra chez Seicorde
- 2012 : Chaconnes & passacailles chez Riverside
- 2020 : Tuhu chez Eudora